# Dupax del Sur
Dupax del Sur is een gemeente in de Filipijnse provincie Nueva Vizcaya op het eiland Luzon. Bij de laatste census in 2007 had de gemeente ruim 17 duizend inwoners.

## Geografie

### Bestuurlijke indeling
Dupax del Sur is onderverdeeld in de volgende 19 barangays:
| - Abaca - Bagumbayan - Balsain - Banila - Biruk - Canabay - Carolotan - Domang - Dopaj - Gabut | - Ganao - Kimbutan - Kinabuan - Lukidnon - Mangayang - Palabotan - Sanguit - Santa Maria - Talbek |

## Demografie
Dupax del Sur had bij de census van 2007 een inwoneraantal van 17.354 mensen. Dit zijn 983 mensen (6,0%) meer dan bij de vorige census van 2000. De gemiddelde jaarlijkse groei komt daarmee uit op 0,81%, hetgeen lager is dan het landelijk jaarlijks gemiddelde over deze periode (2,04%). Vergeleken met de census van 1995 is het aantal mensen met 3.454 (24,8%) toegenomen.

De bevolkingsdichtheid van Dupax del Sur was ten tijde van de laatste census, met 17.354 inwoners op 590 km², 29,4 mensen per km².